# 1213 Algeria
Az 1213 Algeria (ideiglenes jelöléssel 1931 XD) a Naprendszer kisbolygóövében található aszteroida. Reiss, G. fedezte fel 1931. december 5-én.